# Années 1290
Les années 1290 couvrent la période de 1290 à 1299.

## Événements
- 1290 : 
  - fondation de la dynastie des Khaldjî qui règne sur le sultanat de Delhi en Inde jusqu'en 1320.
  - les chevaliers teutoniques achèvent la soumission des païens des pays baltes[1].
- 1291 : fin du royaume de Jérusalem après la prise de Saint-Jean-d'Acre par les Mamelouks[2].
- 1292 : 
  - le royaume thaï de Sukhothaï impose sa domination sur le pays lao[3].
  - fondation du royaume de Majapahit à Java[4].
- 1291 : création de la Confédération des III cantons en Suisse (fin en 1332)[5].
- 1293-1298 : guerre de Thuringe entre Adolphe de Nassau et Albert de Habsbourg[6].
- 1293-1299 : guerre de Curzola, nouvelle guerre entre Venise et Gênes[7].
- 1294-1297 : guerre de Guyenne entre la France et l'Angleterre. La France occupe provisoirement la Guyenne[8].
- 1296-1305 : conflit entre le roi de France Philippe le Bel et le pape Boniface VIII[9].
- 1296-1328 : première guerre d’indépendance de l'Écosse[10].
- 1297 : le Portugal est le premier État européen à atteindre ses frontières actuelles. Il est pendant longtemps le seul[11].
- 1297-1305 : le roi de France Philippe le Bel envahit la Flandre[8].

## Personnages significatifs

### Culture et religion
- Salomon ben Aderet - Pietro Cavallini - Cimabue - Duccio di Buoninsegna - John Duns Scot - Jean de Montecorvino - Raymond Lulle - Marco Polo

### Politique
- Agnès de Habsbourg - Alâ ud-Dîn Khaljî - Adolphe de Nassau - Albert Ier du Saint-Empire - André III de Hongrie - Andronic II Paléologue - Birger de Suède - Boleslas II de Mazovie - Boniface VIII - Charles II d'Anjou - Charles Martel de Hongrie - Denis Ier de Portugal - Jalâl ud-Dîn Fîrûz Khaljî - Jean de Balliol - Édouard Ier d'Angleterre -  Éric II de Norvège - Éric VI de Danemark - Ferdinand IV de Castille - Pierre Flote - Frédéric II de Sicile - Ghazan - Guillaume de Nogaret - Henri II de Chypre - Jacques II d'Aragon - Khalil - Kertanagara - Michel IX Paléologue - Mahaut d'Artois - Mathieu Ier Visconti - Nogaï - Osman Ier - Othon IV de Bourgogne - Otton Visconti - Philippe IV de France - Przemysl II - Qaïdu - Roger de Lauria - Sanche IV de Castille - Stefan Uroš II Milutin  - Témur Khan - Venceslas II de Bohême